# Vendicari
Vendicari este o arie protejată (arie specială de conservare — SAC, sit de importanță comunitară — SCI) din Italia întinsă pe o suprafață de 1.517 ha, integral pe uscat.

## Localizare
Centrul sitului Vendicari este situat la coordonatele 36°48′22″N 15°05′12″E / 36.806111°N 15.086667°E.

## Înființare
Situl Vendicari a fost declarat sit de importanță comunitară în septembrie 1995 pentru a proteja 91 de specii de animale. Situl a fost protejat și ca arie specială de conservare în decembrie 2017.

## Biodiversitate
Situată în ecoregiunea mediteraneană, aria protejată conține 16 habitate naturale: Tufărișuri termo-mediteraneene și de pre-deșert, Dune mobile cu vegetație embrionară, Dune de pe litoral fixate cu Crucianellion maritimae, Tufărișuri halo-nitrofile (Pegano-Salsoletea), Vegetație anuală la limita mareei, Dune cu vegetație ierboasă Malcolmietalia, Pseudostepă cu ierburi și specii anuale de Thero-Brachypodietea, Pășuni mediteraneene udate de apa mării (Juncetalia maritimi), Galerii și tufărișuri riverane sudice (Nerio-Tamaricetea și Securinegion tinctoriae), Faleze cu vegetație de Limonium spp. endemic de pe coastele mediteraneene, Dune de coastă cu Juniperus spp., Sarcopoterium spinosum phryganas, Salicornia și alte specii anuale care populează regiunile mlăștinoase și nisipoase, Tufărișuri halofile mediteraneene și termo-atlantice (Sarcocornetea fruticosi), Dune mobile de-a lungul țărmului cu Ammophila arenaria („dune albe”), Lagune de coastă.
La baza desemnării sitului se află mai multe specii protejate:
- păsări (84): privighetoare-de-baltă (Acrocephalus melanopogon), pescăruș albastru (Alcedo atthis), rață sulițar (Anas acuta), rață pitică (Anas crecca), rață mare (Anas platyrhynchos), gâscă cenușie (Anser anser), fâsă-de-câmp (Anthus campestris), egretă mare (Ardea alba), stârc roșu (Ardea purpurea), stârc galben (Ardeola ralloides), ciuf de câmp (Asio flammeus), rață-cu-cap-castaniu (Aythya ferina), rața moțată (Aythya fuligula), rață roșie (Aythya nyroca), buhai de baltă (Botaurus stellaris), pasărea ogorului (Burhinus oedicnemus), ciocârlie-cu-degete-scurte (Calandrella brachydactyla), Calidris canutus, bătăuș (Calidris pugnax), Calonectris diomedea, caprimulg (Caprimulgus europaeus), prundăraș de sărătură (Charadrius alexandrinus), chirichița cu obraz alb (Chlidonias hybrida), chirighiță neagră (Chlidonias niger), barză albă (Ciconia ciconia), barză neagră (Ciconia nigra), șerpar (Circaetus gallicus), erete de stuf (Circus aeruginosus), erete alb (Circus macrourus), erete cenușiu (Circus pygargus), dumbrăveancă (Coracias garrulus), cristeiul de câmp (Crex crex), gușă vânătă (Cyanecula svecica), lebădă de vară (Cygnus olor), egretă mică (Egretta garzetta), Eudromias morinellus, Falco eleonorae, Falco naumanni, șoim călător (Falco peregrinus), muscar-gulerat (Ficedula albicollis), lișiță (Fulica atra), becațină comună (Gallinago gallinago), pescăriță râzătoare (Gelochelidon nilotica), ciovlica roșcată (Glareola pratincola), cocor (Grus grus), acvilă pitică (Hieraaetus pennatus), piciorong (Himantopus himantopus), Hydrocoloeus minutus, stârc pitic (Ixobrychus minutus), Larus audouinii, Larus genei, pescăruș-cu-cap-negru (Larus melanocephalus), sitar de mal nordic (Limosa lapponica), sitar de mâl (Limosa limosa), ciocârlie de pădure (Lullula arborea), becațină mică (Lymnocryptes minimus), rață fluierătoare (Mareca penelope), rață pestriță (Mareca strepera), Marmaronetta angustirostris, gaia neagră (Milvus migrans), Numenius arquata arquata, Numenius phaeopus, stârc de noapte (Nycticorax nycticorax), vultur pescar (Pandion haliaetus), viespar (Pernis apivorus), cormoran mare (Phalacrocorax carbo), Phoenicopterus ruber, lopătar (Platalea leucorodia), țigănuș (Plegadis falcinellus), ploier auriu (Pluvialis apricaria), ploier argintiu (Pluvialis squatarola), Porphyrio porphyrio porphyrio, cresteț pestriț (Porzana porzana), ciocântors (Recurvirostra avosetta), Spatula clypeata, rață cârâitoare (Spatula querquedula), chiră de baltă (Sterna hirundo), chiră mică (Sternula albifrons), silvie de tufiș (Sylvia undata), chiră de mare (Thalasseus sandvicensis), fluierar negru (Tringa erythropus), fluierarul cu picioare roșii (Tringa totanus), nagâț (Vanellus vanellus), Xenus cinereus
- mamifere (2): liliac comun (Myotis myotis), liliacul mare cu potcoavă (Rhinolophus ferrumequinum)
- nevertebrate (1): Brachytrupes megacephalus
- pești (1): Aphanius fasciatus
- reptile (3): Emys trinacris, țestoasă bănățeană (Testudo hermanni), elaphe situla (Zamenis situla)

Pe lângă speciile protejate, pe teritoriul sitului au mai fost identificate 28 de specii de plante, 1 specie de păsări, 4 specii de amfibieni, 7 specii de mamifere, 113 specii de nevertebrate, 9 specii de reptile.